# Karzin
Kārzīn (farsi كارزين), o Fatehabad فتح‌آباد, è una città dello shahrestān di Qirokarzin, circoscrizione Centrale, nella provincia di Fars. Aveva, nel 2006, una popolazione di 7.953 abitanti. 